# Tomáš Drahovský
Tomáš Drahovský (Stará Ľubovňa, 7 ottobre 1992) è un giocatore di calcio a 5 slovacco.

## Carriera
Colonna della nazionale slovacca, Drahovský è stato nominato miglior calcettista slovacco per cinque stagioni consecutive. Nella stagione 2020-21 vince la classifica dei marcatori della Primera División con il SC García; viene inoltre premiato come miglior laterale della competizione.

## Palmarès
- Campionato slovacco: 4
Slov-Matic FOFO: 2011-12, 2012-13, 2013-14, 2014-15
- Campionato ungherese: 2
Győri ETO: 2015-16, 2016-17
- Campionato ceco: 1
Sparta Praga: 2018-19